# Stiftung für das Tier im Recht
Die Stiftung für das Tier im Recht (TIR) ist eine in der Schweiz ansässige, gemeinnützige Organisation, die 1995 aus der  Mitte der 1980er Jahre gegründeten Vororganisation «Vereinigung Tierschutz ist Rechtspflicht» hervorgegangen ist. Ihr Hauptanliegen ist es, die Mensch-Tier-Beziehung in Recht, Ethik und Gesellschaft zu verbessern.

## Organisation
Die Stiftung unterhält eine Geschäftsstelle in Zürich. Geschäftsleiter ist Gieri Bolliger, der dieses Amt 2007 von Antoine F. Goetschel übernommen hat, als dieser als «Rechtsanwalt für Tierschutz in Strafsachen» (Tieranwalt) tätig wurde.
In seinem Buch bezeichnet er die Stiftung als Kompetenzzentrum für Fragen um das Tier im Recht.

## Vorgehensweise und Erfolge
Die Stiftung ist nach eigenen Angaben sowohl rechtswissenschaftlich als auch aufklärend und beratend tätig. In ihrem Bestreben, auf eine tierfreundlichere Gesetzgebung und einen griffigeren Vollzug im Tierschutz hinzuwirken, verfasst sie juristische Kommentare, Gutachten und Stellungnahmen zum kantonalen, eidgenössischen und internationalen Tierschutzrecht sowie Beiträge in der Fach- und Tagespresse zu den verschiedenen Aspekten der Mensch-Tier-Beziehung.
Erfolge, die die TIR ihrer Mitwirkung zuschreibt, sind die Lösung der Tiere vom Sachstatus im Schweizer Recht (2003), die Aufnahme des Schutzes der Tierwürde in das Schweizer Tierschutzgesetz (2008), das Verbot sexueller Handlungen mit Tieren (2008) und die Etablierung des Tierschutzrechts als eigenständiges Fachgebiet.
Die TIR bemüht sich auch, die Öffentlichkeit über den richtigen rechtlichen Umgang mit Tieren zu informieren. Sie veröffentlicht sowohl rechtswissenschaftliche Schriften für Fachleute als auch Publikationen für Laien und referiert an Tagungen und Kongressen. Ratsuchenden erteilt die TIR Rechtsauskünfte in tierrelevanten Alltagsfragen. Anwaltliche Vertretungen in Tierschutzfällen übernimmt sie grundsätzlich nicht.
Die Stiftung besitzt nach eigenen Angaben eine Bibliothek, die mit insgesamt rund 15'000 Büchern, Fachaufsätzen und elektronischen Dokumenten zum Tier in Recht, Ethik und Gesellschaft eine der umfassendsten Literatursammlungen zum Thema im deutschen Sprachraum darstellen soll.
In die TIR-Bibliothek integriert sind auch die Literaturbestände des zuvor in der Badischen Landesbibliothek in Karlsruhe untergebrachten «Archivs für Ethik im Tier-, Natur- und Umweltschutz» (AET), das der TIR 2006 von Gotthard Teutsch überlassen wurde. Überdies enthält die Bibliothek ein Medienarchiv mit Zeitungs- und Zeitschriftenartikeln zu über 200 Tierschutzthemen.
Daneben führt die Stiftung eine elektronische Datenbank von Schweizer Tierschutz-Straffällen, die dem Schweizer Bundesamt für Lebensmittelsicherheit und Veterinärwesen (BLV) gemeldet wurden. Darin wurden über 11'200 (Stand 2013) anonymisierte und systematisierte Entscheide eingelesen und das Fallmaterial kann im Internet abgerufen werden.

## Finanzierung
Alle Stiftungstätigkeiten werden ausschliesslich aus Spendengeldern und projektbezogenen Zuwendungen finanziert.

## Veröffentlichungen (Auswahl)
- Antoine F. Goetschel, Gieri Bolliger: Das Tier im Recht – 99 Facetten der Mensch-Tier-Beziehung von A bis Z. Orell Füssli Verlag, Zürich 2003, ISBN 3-280-07040-6.
- Gieri Bolliger, Antoine F. Goetschel, Michelle Richner, Alexandra Spring: Tier im Recht transparent. Schulthess Juristische Medien, Zürich/ Basel/ Genf 2008, ISBN 978-3-7255-5620-5.
- Gieri Bolliger, Antoine F. Goetschel, Manfred Rehbinder: Psychologische Aspekte zum Tier im Recht. Stämpfli Verlag, Bern 2011, ISBN 978-3-7272-8774-9.
- Gieri Bolliger, Michelle Richner, Andreas Rüttimann: Schweizer Tierschutzstrafrecht in Theorie und Praxis. Schulthess Juristische Medien, Zürich/ Basel/ Genf 2011, ISBN 978-3-7255-6440-8.
- Gieri Bolliger, Antoine F. Goetschel: Wahrnehmung tierlicher Interessen im Straf- und Verwaltungsverfahren. Schulthess Juristische Medien, Zürich/ Basel/ Genf 2011, ISBN 978-3-7255-6442-2.
- Nils Stohner, Gieri Bolliger: GATT-rechtliche Zulässigkeit von Importverboten für Pelzprodukte. Schulthess Juristische Medien, Zürich/ Basel/ Genf 2011, ISBN 978-3-7255-6443-9.
- Gieri Bolliger, Alexandra Spring, Andreas Rüttimann: Enthornen von Rindern unter dem Aspekt des Schutzes der Tierwürde. Schulthess Juristische Medien, Zürich/ Basel/ Genf 2011, ISBN 978-3-7255-6445-3.
- Samuel Camenzind: Klonen von Tieren – eine ethische Auslegeordnung. Schulthess Juristische Medien, Zürich/ Basel/ Genf 2011, ISBN 978-3-7255-6446-0.
- Gieri Bolliger: Sexualität mit Tieren – eine rechtliche Betrachtung. Schulthess Juristische Medien, Zürich/ Basel/ Genf 2011, ISBN 978-3-7255-6447-7.
- Christine Künzli, Vanessa Gerritsen: Rechtlicher Rahmen bei privaten Tierschutzkontrollen. Schulthess Juristische Medien, Zürich/ Basel/ Genf 2012, ISBN 978-3-7255-6647-1.
- Gieri Bolliger, Andreas Rüttimann, Vanessa Gerritsen: Baujagd unter dem Aspekt des Tierschutz- und Jagdrechts. Schulthess Juristische Medien, Zürich/ Basel/ Genf 2012, ISBN 978-3-7255-6648-8.
- Claudia V. Brunner: Tierquälerei im Pferdesport – eine Analyse der Strafrechtsnormen des Tierschutzgesetzes. Schulthess Juristische Medien, Zürich/ Basel/ Genf 2013, ISBN 978-3-7255-6784-3.